# Осада Сасыл-Сысыы
Осада Сасыл-Сысыы (якут. Саhыл-Сыhыы осадата), также Оборона Сасыл-Сысыы или «Ледовая осада» — эпизод Якутского похода генерала Пепеляева и последнее крупное сражение Гражданской войны в России.
В тяжёлых условиях якутских морозов, нехватки продовольствия и отсутствия медикаментов, красноармейцы под командованием Ивана Строда в течение 18 дней сдерживали продвижение Сибирской добровольческой дружины у аласа Сасыл-Сысыы, неподалёку от села Абага. Оборона аласа, приковав к себе внимание основных сил Пепеляева, в итоге нарушила его планы по захвату Якутска и дальнейшего похода на Сибирь.

## Предпосылки
Алас Саhыл-Сыhыы (рус. Лисья поляна) в Амгинском улусе был местом проживания нескольких якутских семей, в том числе семьи Кармановых.
2 февраля 1923 года белые внезапной атакой взяли стратегически важное село Амга, захватив 45 пленных и 5 пулемётов. Взятие Амги обеспечило Пепеляеву выход к Якутску, который на тот момент удерживал лишь несколько отрядов ЧОН. В тот же день экстренно созванный Якутский обком РКП(б) объявил об укреплении обороны республики в связи с падением Амги.
7 февраля ЯЦИК принял обращение с призывом встать на борьбу с «пепеляевщиной».
8 февраля Петропавловский гарнизон под командованием Ивана Строда выступил в сторону Амги.
Строд с группой в 40 человек должен был привести к Пепеляеву двух парламентёров и попробовать уговорить белых сдаться. Дойдя до одинокой юрты в тайге, где обнаружились следы противника, Строд оставил там письмо якутского ревкома Пепеляеву и ушёл обратно к Амге. В Амге он получил ещё 40 бойцов и направился в Петропавловское, чтобы сменить соседний батальон под командованием Дмитриева. Впоследствии, отряд Строда нашли красноармейцы, пленённые белыми при взятии Амги, а затем отпущенные на свободу.
13 февраля гарнизон Строда прибыл в алас Сасыл-Сысыы. Осаждённым пришлось укрепляться тем, что было под рукой. В качестве защитных сооружений применялся спрессованный замерзший навоз — балбах.

## Ход осады

### Атака отряда Вишневского
Узнав об отряде Строда у него в тылу, Пепеляев отправил на его уничтожение отряд генерала Евгения Вишневского.
Утром 14 февраля отряд Вишневского внезапно ворвался на территорию аласа. Первым на пути Вишневского попался отряд Дмитриева, который оказался захваченным врасплох. Однако ему на помощь пришёл отряд Строда, который помог отбить врага.
В первом бою отряд Строда потерял убитыми 41, ранеными 32 бойца. Вишневский, потеряв 49 человек убитыми и 61 ранеными, отошёл к Табалаху. В результате атаки были убиты все лошади и быки обоза.

### Дальнейшая осада
Пепеляев перехватил донесение Строда в Якутск и узнал об огромных потерях и падении боевого духа окружённых. Надеясь на добровольную сдачу, пепеляевцы потеряли ценное время на переговоры до 18 февраля, что затянуло осаду на три недели и сорвало в конечном результате наступление на Якутск, планировавшееся на 17 февраля.
С 18 по 27 февраля основные силы Пепеляева безуспешно пытались штурмовать постройки, но всякий раз отходили, встреченные «адским пулемётным огнём».
Положение осаждённых, однако, стало отчаянным. Десятки людей сгрудились на небольшой площади, пули пробивали стены юрты насквозь, и находившимся за стенами нельзя было даже приподняться без риска получить пулю. По территории «крепости» приходилось ползать на четвереньках, отчего быстро протиралась одежда. Для получения воды устраивали вылазки за снегом, надев маскхалаты из простыней. В пищу шли убитые лошади и быки – их туши пилили, разделывали и варили с солью. Защитными укреплениями стали сооружения из обледенелых трупов товарищей, убитых лошадей и балбаха — плит из мёрзлого спрессованного навоза.
Балбах также использовали «пепеляевцы», сооружая на санях своеобразные «танки», за которыми укрывались 8-10 человек, забрасывавшие врага гранатами.
28 февраля Пепеляев получил сведения о движении из Якутска двух больших ударных групп под командованием Байкалова и Курашова. Обстановка круто изменилась не в пользу Сибирской добровольческой дружины, которой от нападения пришлось перейти к обороне. Обе группы войск выступили одновременно, первая – в направлении Амги, вторая – на помощь окруженному в Сасыл-Сысыы отряду Строда.
Однако отряд Строда не надеялся на помощь и готовился биться до конца. Больше всего его встревожила весть о том, что Пепеляев может привезти пушку, чтобы разбомбить их укрытия. Красноармейцы выкопали погреб, заложили туда все свои боеприпасы, сверху накрыли остатками сена и были готовы в случае атаки поджечь сено и взорвать себя вместе с пепеляевцами.
2 марта отряд К.К. Байкалова после шестичасового ожесточённого сражения занял Амгу. Красноармейцы Е.И. Курашова, приняли бой с пепеляевцами в местности Билистях в 35 километрах северо-восточнее Амги.

## Итог
3 марта Пепеляев издал приказ снять осаду и отступать к селу Петропавловск. Впоследствии пепляевцы приняли решение отступать обратно к побережью Охотского моря.
5 марта (по другим данным 4 марта) из Амги в погоню за пепеляевцами выступили отряды Мизина и Моторина. Отряд красноармейцев Мизина в составе 280 штыков «не счёл нужным преследовать совершенно деморализованного противника» и без приказа Козлова самовольно «вернулся в Амгу». Разведкой красных был захвачен один из организаторов похода Пепеляева П. А. Куликовский, который вскоре покончил жизнь самоубийством при аресте.

## Память
На месте «Ледовой осады» был открыт мемориальный комплекс. Усадьба Карманова была восстановлена в 1973 году в рамках празднования 50-летия Ледовой осады.
Во время весеннего сельхозпала в 1997-98 гг. мемориальный комплекс по большей части был уничтожен огнем. Сохранились дом резервов Строда, благодаря противопожарному цементному тротуару, обведённому по проекту реконструкции комплекса к 50-летию и памятник А.Ф. Петрову.
В 2015 году вышел документальный роман Леонида Юзефовича «Зимняя дорога», посвящённый противостоянию Ивана Строда и Анатолия Пепеляева. Роман стал победителем премий «Большая книга» и «Национальный бестселлер» в 2016 году.
29-30 августа 2018 года состоялась общественно-научная конференция «Долгий путь к покаянию и примирению: Уроки гражданской войны в Якутии». В работе конференции приняли участие внуки и правнуки красного командира И.Я. Строда и белого генерала А.Н. Пепеляева. Родственники Строда и Пепеляева посетили Сасыл-Сысыы и на «доме Строда» установили мемориальную доску в знак примирения.
В 2022 году студентами Северо-восточного федерального университета снят фильм-реконструкция «Осажденная крепость», приуроченный 100-летию сражения.
25 марта 2023 года в честь 100-летия осады состоялось открытие восстановленного мемориального комплекса усадьбы Кармановых и проведена военно-историческая реконструкция осады Сасыл-Сысыы. На территории комплекса воссозданы образцы народного деревянного зодчества дореволюционной Якутии, в том числе амбары, балаган с хотоном (коровником) и мельница-топчанка.